# Pseudotorynorrhina fortunei
Pseudotorynorrhina fortunei (лат.) — вид пластинчатоусых жуков из подсемейства бронзовок (Cetoniinae). Распространён в северном Китае. Длина тела 25,5—29 мм; ширина — 12 мм. Имаго сильно стеклянно-блестящие, яркие, травянисто-зелёные; грудная сторона тела, особенно середина заднегруди и весь 6 брюшной стернит, с медно-красным отливом; ноги медно-красные с зелёным отливом, усики и щупики буро-красные, булава усиков с зелёным отливом.